# 皮尼略斯 (玻利瓦省)
皮尼略斯是哥倫比亞的城鎮，位於該國北部，由玻利瓦省負責管轄，始建於1842年，面積753平方公里，海拔高度15米，主要經濟活動有農業、畜牧業和漁業，2005年人口22,801。
8°55′N 74°28′W / 8.917°N 74.467°W